# 崇祿
崇祿，滿洲旗人，清朝官员、清朝刑部尚書。
曾任左都御史。嘉慶十六年五月癸卯，接替百齡，擔任清朝刑部尚書，后改兵部尚書。由和寧接任。